# Кларисса (телесериал, 2021)
«Кларисса» (англ. Clarice) — американский телесериал Алекса Куртцмана и Дженни Люмет в жанре психологического хоррора и драмы. Основан на романе «Молчание ягнят» Томаса Харриса. Из-за сложностей с авторскими правами создатели сериала не имеют права использовать образ Ганнибала Лектера и даже упоминать его имя. Премьера сериала состоялась 11 февраля 2021 года на канале CBS. 14 мая телеканал CBS продлил телесериал на второй сезон, предполагалось, что он будет выходить на Paramount+, однако к июню переговоры о переносе сериала с канала CBS на канал Paramount+ зашли в тупик, и появление второго сезона оказалось под вопросом.

## Сюжет
Действие сериала происходит в 1993 году, спустя год после событий, изложенных в романе «Молчание ягнят» (и его киноэкранизации). Сериал должен стать «глубоким погружением» в нераскрытую ранее личную историю Кларисы Старлинг (Ребекка Бридс), которая возвращается к работе по поиску серийных убийц.

## В ролях

### Основной состав
- Ребекка Бридс — Клариса Старлинг
- Майкл Кадлиц — Пол Крендлер
- Лукка де Оливейра — Томас Эскуивел
- Кэл Пенн — Шаан Трипати
- Ник Сэндоу — Мюррэй Кларк
- Девин А. Тайлер — Арделия Мэпп
- Марни Карпентер — Кэтрин Мартин

### Второстепенный состав
- Шон Дойл[англ.]  — терапевт Кларисы
- Джейн Аткинсон — Генеральный прокурор США Рут Мартин
- Тим Гини — Новак
- Дуглас Смит — Тайсон Конуэй
- Саймон Нортвуд — «Буффало Билл»

## Список эпизодов
| № | Название                                                               | Режиссёр          | Автор сценария                        | Дата премьеры   | Зрители в США (млн) |
| --- | ---------------------------------------------------------------------- | ----------------- | ------------------------------------- | --------------- | ------------------- |
| 1 | «Конец молчания» «The Silence Is Ove»                                  | Майя Врвило       | Алекс Куртцман и Дженни Люмет         | 11 февраля 2021 | 4,00                |
| Через год после спасения Кэтрин Мартин из ужасного подвала Буффало Билла агент ФБР Клариса Старлинг получает срочное задание от матери Кэтрин, генерального прокурора Рут Мартин, присоединиться к Программе по задержанию насильственных преступников (VICAP) в расследовании трех серийных убийств. |                                                                        |                   |                                       |                 |                     |
| 2 | «Призраки трассы №20» «Ghosts of Highway 20»                           | Дуглас Арниокоски | Элизабет Дж. Б. Клэвитер и Кеннет Лин | 18 февраля 2021 | 4,08                |
| 3 | «Вы в порядке?» «Are You Alright?»                                     | Дуглас Арниокоски | Уильям Харпер                         | 25 февраля 2021 | 3,65                |
| 4 | «Вы не можете управлять мной» «You Can't Rule Me»                      | Хлоя Домон        | Гэбриел Хо и Лидия Теффера            | 4 марта 2021    | 3,48                |
| 5 | «С Божьей помощью» «Get Right with God»                                | Хлоя Домон        | Тэсс Лейбовиц                         | 11 марта 2021   | 3,01                |
| 6 | «Каково это быть таким красивым» «How Does It Feel to Be So Beautiful» | Венди Станцлер    | Кеннет Лин и Селена Киприазо          | 1 апреля 2021   | 2,37                |
| 7 | «Жестокая правда» «Ugly Truth»                                         | Венди Станцлер    | Уильям Харпер                         | 8 апреля 2021   | 2,57                |
| 8 | «Метание бисера» «Add-A-Bead»                                          | Дебора Кампмейер  | Бу Киллебрю                           | 6 мая 2021      | 2.54                |
| 9 | «Молчание - это чистилище» «Silence Is Purgatory»                      | Дебора Кампмейер  | Элинор Жан                            | 13 мая 2021     | 2.26                |
| 10 | «Ребенок без матери» «Motherless Child»                                | Chris Byrne       | William Harper                        | 3 июня 2021     | 1.89                |
| 11 | «Ахиллесова пята» «Achilles Heel»                                      | Chris Byrne       | Elizabeth Klaviter & Lydia Teffera    | 10 июня 2021    | 1.85                |
| 12 | «Время отца» «Father Time»                                             | DeMane Davis      | Kenneth Lin                           | 17 июня 2021    | 2.19                |
| 13 | «Семья — это свобода» «Family is Freedom»                              | DeMane Davis      | Jenny Lumet & Alex Kurtzman           | 24 июня 2021    | 1.99                |

## Производство

### Разработка
В январе 2020 года стало известно, что Алекс Куртцман и Дженни Люмет разработают для канала CBS телесериал-сиквел к фильму 1991 года «Молчание ягнят». В следующем месяце его пилотная серия была заказана в числе 14 пилотов телеканала CBS, но в марте её производство было приостановлено в связи с пандемией COVID-19. 8 мая 2020 года CBS заказал производство полноценного сезона. В декабре 2020 года сеть CBS объявила о том, что премьера сериала состоится 11 февраля 2021 года, а также выпустила первый тизер. После трансляции 5 эпизодов телеканал CBS сделал перерыв на 3 недели. Шестая серия вышла 1 апреля.

### Подбор актёров
В феврале 2020 года на главную роль Кларисы Старлинг была утверждена Ребекка Бридс.

### Съёмки
Основные съёмки проходили в Торонто, Онтарио. Съёмки начались 21 сентября 2020 года и завершились 23 марта 2021 года.